# Aphis farinosa
Aphis farinosa – gatunek pluskwiaka z rodziny mszycowatych.
Żeruje na wierzbach. Notowany z młodych pędów takich gatunków jak Salix americana, wierzba alpejska, wierzba iwa, wierzba krucha, wierzba purpurowa, wierzba szara, wierzba wawrzynkowa czy wierzba wiciowa.
Mszyca ta jest znana ze wszystkich krain, z wyjątkiem australijskiej i etiopskiej. Wyróżnia się dwa podgatunki:
- Aphis farinosa farinosa Gmelin, 1790
- Aphis farinosa yanagicola Matsumura, 1917